# Zilupe (rivière)
La Zilupe (en latgalien : Sīnuoja, Sīnupe) est une rivière d'une longueur de 195 km qui coule sur les territoires de Biélorussie, de Lettonie et de Russie. L'affluent de la Velikaïa, elle fait partie du système hydrologique du fleuve Narva.

## Affluents
- Ņaverica (Biélorussie),
- Plisunka (27 km; Lettonie),
- Podupe (7 km; Lettonie),
- Verbovka (7 km; Lettonie),
- Istra (39 km; Lettonie),
- Pudupe (13 km; Lettonie),
- Jučevas strauts (12 km; Lettonie),
- Kurjanka (11 km; Lettonie),
- Rūbeža upe (11 km; Lettonie),
- Kļučevatka (Russie),
- Voroga (Russie),
- Verša (Russie).